# استیرلینگ
استیرلینگ (به گالیک: Sruighlea) (به انگلیسی: Stirling) یکی از شهرهای قدیمی در مرکز اسکاتلند و در پیرامون یک دژ ساخته شده‌است. جمعیت آن در سال ۲۰۰۱ برابر با ۴۵٫۱۱۵ نفر بوده‌است و اقتصاد آن بر پایه صنایع سبک و عمده‌فروشی قرار دارد.